# 1809 års regeringsform
1809 års regeringsform var en grundlag i Sverige som kom till genom grundlagsreformen 1809–1810, och som ersatte 1772 års regeringsform med dess tillägg från 1789, Förenings- och säkerhetsakten. Den nya grundlagen förstärkte ytterligare maktdelningsprincipen som hade införts i och med 1772 års regeringsform.
Regeringsformen gällde intill dess att 1974 års regeringsform trädde i kraft den 1 januari 1975 , och var under sina sista år världens tredje, efter San Marino och USA, äldsta gällande skrivna författning. Regeringsformen skrevs under av kung Karl XIII den 6 juni 1809 och samtliga fyra ständer hade skrivit under per den 27 juni 1809.

## Sammanfattning
Enligt en vanlig analys av 1809 års regeringsform var den offentliga makten delad i fyra delar:
- Den verkställande (styrande) makten låg hos kungen, men där kungens konstitutionella rådgivare i form av statsråd och statssekreterare var juridiskt ansvariga inför riksdagen,
- Den beskattande makten låg hos riksdagen (vilket den fortfarande gör förutom kommunalskatt),
- Den lagstiftande makten var delad på följande vis:
  - den stora delen var den "samfällda lagstiftningsmakten" där lagstiftningen var delad mellan kung och riksdag (§§ 87 och 88, grundlagar §§ 81–86);
  - på grund av riksdagens beskattningsmakt var en del av lagstiftningsmakten förbehållen riksdagen i skatte- (bevillnings-) och anslagsfrågor (som dock inte ansågs som lag eftersom det reglerades kortsiktigt); dessa bestämmelser skulle enligt tolkningen utfärdas i "överensstämmelse med riksdagens beslut" och kunde inte läggas in veto mot från kungamakten; i beskattningsmakten inbegreps alltså även så kallad statsreglering, det vill säga anslag till olika delar av statens verksamhet i en statsbudget, som kallades riksstaten (§§ 57–80);
  - den ekonomiska lagstiftningsmakten, som var förbehållen kungen ensam och som handlade om styrningen av myndigheterna (verkställande makt) och av mer eller mindre kortsiktiga bestämmelser om samhällets "hushållning", det vill säga om handel, näringsliv, vissa tullar (som inte inbereps i beskattningsmakten enligt §§ 57–80), ordningsstadgor på allmän plats, hälsobestämmelser med mera; vad som ingick i den försköts under olika tider och kunde tolkas olika, bland annat på grund av om riksdagarna var årliga (som de blev efter riksdagsordningen 1866) eller bara sammanträdde vart tredje eller vart femte år som tidigare (§ 89);
- Den dömande makten låg hos Högsta domstolen, vars medlemmar utsågs av kungen.

Både ändringar i lag samt mindre omfattande lagar, liksom skatte- och bevillningsbestämmelser och bestämmelser utfärdade i enlighet med ekonomisk lagstiftning kunde kallas förordning. Senare under 1900-talet började man kalla ändringar i lag och mindre omfattande lagar för just lagar (se mer om detta i artiklarna förordning och ekonomisk lag). Bestämmelser som utfärdades i enlighet med kungens ekonomiska lagstiftningsmakt och styrande makt (§ 4) kunde också kallas kunglig kungörelse, kunglig stadga (till exempel allmänna ordningsstadgan), cirkulär, kungligt brev med mera, men inget av dessa benämningar reglerades i själva regeringsformen, kungligt brev, förordning etc. byggde på äldre traditioner än den.
Det finns även andra sätt att analysera 1809 års statsskick, endera i samma tredelning som i USA, eller i en traditionell svensk tvådelning mellan kung och folk (det senare bland annat på grund av att högsta domstolens ledamöter inte skulle godkännas av parlamentet som i till exempel den samtida konstitutionen i Nederländerna, vilken ännu gäller i förändrad form).
Regeringsformen antogs den 6 juni, och undertecknades av Karl XIII samt av talmännen i de fyra stånden. Sekreteraren i Konstitutionsutskottet hette Hans Järta. Regeringsformen har kallats för "Sveriges historia omsatt i paragrafer".
Syftet med maktdelningen var att dra lärdom av tidigare misstag. Sålunda gällde det att undvika såväl en alltför stark kungamakt, som fanns både före och efter frihetstiden, liksom det otyglade riksdagsvälde som fanns under frihetstiden, där de obetalda riksdagsmännen kunde mutas av utländska beskickningar och lärdomar drogs om domstolsväsendets självständighet, riksrådet, som utsågs av ständerna, var då också landets högsta domstol.
En annan lärdom från frihetstiden var att man senare reglerade riksdagsmännens rätt (det finns sådan reglering än idag i Sverige och utomlands) att inte vara juridiskt bundna av sina vallöften och att inte skulle kunna åtalas för vad de förespråkade i riksdagen där de fritt fick yttra sig (utom om det var stämpling till brott eller liknande). Vore de juridiskt bundna av vallöften skulle det ge ett osmidigt parlament om omvärlden ändrade sig. Under frihetstiden stämdes riksdagsmän för bedrägeri när de inte hållit vad de lovat.

## Grundlagar
I 1809 års regeringsform så stadgas i § 85 att, förutom regeringsformen, så är riksdagsordningen, successionsordningen samt en framtida beslutad tryckfrihetsförordning (beslutades 1810, 1812 och 1949) rikets grundlagar.